# Jan Strnad
Jan Steven Strnad (nacido el 2 de octubre de 1951; llamado a veces J. Knight) es un escritor estadounidense de cómics, horror y ciencia ficción. Es conocido por sus numerosas colaboraciones con el artista Richard Corben, así como por su trabajo en el universo expandido de Star Wars expanded universe, la mayor parte del cual ha sido publicado por Dark Horse Comics. También ha escrito para  DC Comics, Marvel Comics, Eclipse Comics, and Fantagraphics Books.

## Biografía
Originario de Wichita, Kansas y de ascendencia Czech, Strnad fue influenciado por escritores como Mark Twain y John Steinbeck, así como por los cómics de DC y Marvel.
Participó activamente en el fandom de los cómics en los años 60 y contribuyó en fanzines como Rocket's Blast Comicollector, donde escribió la columna "Eyeing the Egos" (Mirando a los Yoes). También publicó su propio fanzine, Anomalía, hasta que fue tomado por Bud Plant.
Los primeros cómics profesionales de Strnad fueron colaboraciones con Richard Corben, publicados en Rip Off Press's Fantagor. Otras colaboraciones fueron publicadas por Warren Publishing. En 1978–1979 él y Corben publicaron en serie "New Tales of the Arabian Nights" en Heavy Metal, y en 1982 produjeron el libro de bolsillo Jeremy Brood. En 1990, Strnad y Corben produjeron la serie limitada de cinco números Son of Mutant World, publicada por el sello Fantagor Press de Corben. De 1996 a 1997, Strnad y Corben produjeron historias de  "Denz" para Penthouse Comix #15–20. Strnad y Corben trabajaron juntos en la serie web de animación Flash Bludd para PirateNet en 2000. Dark Horse Comics publicó la serie limitada RageMoor de Strnad y Corben en 2012.
Strnad también ha colaborado en varias ocasiones con el artista Dennis Fujitake, en Dalgoda, publicado por Fantagraphics de 1984-1986 (primer título de Fantagraphics en el mercado directo), seguido por Flesh and Bones (también con Dalgoda) en 1986; y Keith Laumer's Retief, publicado por Mad Dog Graphics en 1987-1988. De 1981 a 1986, Strnad contribuyó con artículos en The Comics Journal.
Otros títulos notables de Strnad incluyen la serie limitada Sword of the Atom, con el artista Gil Kane, publicada por DC Cómics en 1983, seguidos por tres Specials (1984–1988); Acosadores (Cómics de Épica, 1990–1991) con Val Mayerik; y Tropas del espacio: Especie Dominante #1-4 (Caballo Oscuro, 1998) con artista Davide Fabbri.
El trabajo de Strnad  en Star Wars incluye arcos de cuento en Star Wars: X-Wing Rogue Squadron (1996–1997), , Star Wars: Preludio a la Rebelión (1998–1999), y "Voto de Justicia" en Star Wars: Republic, todos publicados por Dark Horse Comics.
A principios de la década de 1990, Strnad se trasladó a Los Ángeles para unirse al personal de Disney Animación Televisiva, donde  trabajó en Goof Tropa (1992@–1993) y Aladdin (1994@–1995). Más tarde escriba para Sentar Patos (Universales, 2001@–2003) y Harold y el Morado Crayon (Sony, 2002).
Desde entonces 2000,  ha concentrado encima novelas de prosa, tres del cual él autopublicó.